# 正午陽光
东阳正午阳光影视有限公司（英语：Daylight Entertainment Co., Ltd.），简称正午阳光，成立于2011年，拥有一支以制片人侯鸿亮，导演孔笙、李雪、孙墨龙、简川訸、张开宙、刘洪源、赵烁为创作主体的制作团队。正午阳光集电影、电视剧策划制作发行、特效技术与后期制作、娱乐营销为一体，制作出品《父母爱情》《北平无战事》《琅琊榜》《温州两家人》《伪装者》《他来了，请闭眼》《欢乐颂》《如果蜗牛有爱情》《鬼吹灯之精绝古城》《外科风云》《欢乐颂2》《琅琊榜之风起长林》《大江大河》《知否知否应是绿肥红瘦》《都挺好》《我们正年轻》《清平乐》《我是余欢水》《大江大河2》《相逢时节》《山海情》《乔家的儿女》《开端》《欢乐颂3》《欢乐颂4》《欢乐颂5》《欢迎光临》《县委大院》《大江大河之岁月如歌》《艰难的制造》《小巷人家》《凡人歌》《生命树》《雨霖铃》《樱桃琥珀》《开启》《开盘》《命悬一生》《谍报上不封顶》等剧及《得闲谨制》《开端之送不到的快递》等电影。

## 节目制作

### 电视剧
| 製作年份 | 戲劇名稱             | 製作公司/監製出品                                                 | 製作人           | 導演               | 編劇                              | 原著及作者                            |
| -------- | -------------------- | ----------------------------------------------------------------- | ---------------- | ------------------ | --------------------------------- | ------------------------------------- |
| 2012年   | 父母爱情             | 山影 新丽传媒 央视                                                | 侯鸿亮 张洁 王浩 | 孔笙               | 刘静                              | 刘静《父母爱情》                      |
| 2013年   | 戰長沙               | 山影 正午陽光                                                     | 侯鸿亮           | 孔笙 张开宙        | 吴桐 曾璐                         | 却却《夜深沉之战长沙》                |
| 2013年   | 北平無戰事           | 北京儒意欣欣影業 和力辰光國際 北京春天融和 中視文化 山影 正午陽光 | 侯鴻亮           | 孔笙 李雪          | 劉和平                            | 劉和平《北平無戰事》                  |
| 2014年   | 温州两家人           | 山影 浙江影视集团 正午陽光                                        | 侯鴻亮           | 孔笙 孫墨龍        | 高满堂 李涛 曲怡琳                |                                       |
| 2014年   | 琅琊榜               | 山影 正午陽光                                                     | 侯鴻亮           | 孔笙 李雪          | 海宴                              | 海宴《瑯琊榜》                        |
| 2015年   | 偽裝者               | 山影 正午陽光                                                     | 侯鴻亮           | 李雪               | 張勇                              | 張勇《諜戰上海灘》                    |
| 2015年   | 他來了，請閉眼       | SMG尚世影業 山影 正午陽光 搜狐視頻                                | 侯鴻亮           | 张开宙             | 海宴                              | 丁墨《他來了，請閉眼》                |
| 2015年   | 歡樂頌               | 山影 正午陽光                                                     | 侯鴻亮           | 孔笙 簡川訸        | 袁子彈                            | 阿耐《歡樂頌》                        |
| 2016年   | 鬼吹灯之精绝古城     | 企鵝影業 夢想者電影(北京)有限公司 正午陽光                        | 侯鸿亮           | 孔笙 游 孙墨龙     | 白一驄 湯佳羽 袁源 陸寒凝         | 天下霸唱《鬼吹燈》                    |
| 2016年   | 如果蝸牛有愛情       | 企鵝影業 正午陽光                                                 | 侯鴻亮 方芳      | 張開宙             | 朱朱                              | 丁墨《如果蝸牛有愛情》                |
| 2016年   | 外科風雲             | 正午陽光                                                          | 侯鴻亮           | 李雪               | 朱朱                              |                                       |
| 2016年   | 欢乐颂2              | 正午陽光                                                          | 侯鸿亮           | 簡川訸 張開宙      | 袁子彈                            | 阿耐《歡樂頌》                        |
| 2016年   | 琅琊榜之風起長林     | 正午陽光                                                          | 孔笙 李雪        | 海宴               | -                                 |                                       |
| 2017年   | 知否知否應是綠肥紅瘦 | 正午陽光                                                          | 侯鴻亮           | 張開宙             | 曾璐 吳桐                         | 關心則亂 《知否？知否？應是綠肥紅瘦》 |
| 2018年   | 我們正年輕           | 正午陽光 中國人民解放軍八一電影製片廠                             | 侯鴻亮           | 李雪               | 劉靜                              | 劉靜《尉官正年輕》                    |
| 2018年   | 都挺好               | 正午陽光                                                          | 侯鴻亮           | 简川訸             | 王三毛 磊子                       | 阿耐《都挺好》                        |
| 2018年   | 大江大河             | 正午陽光                                                          | 侯鴻亮           | 孔笙 黄伟          | 袁克平 唐尧                       | 阿耐《大江东去》                      |
| 2019年   | 清平乐               | 正午陽光                                                          | 侯鴻亮           | 張開宙             | 朱朱                              | 米蘭Lady《孤城閉》                    |
| 2019年   | 我是余欢水           | 正午陽光                                                          | 侯鴻亮           | 孫墨龍             | 王三毛 磊子                       | 余耕《如果沒有明天》                  |
| 2019年   | 大江大河2            | 上海广播电视台 正午陽光 SMG尚世影业                               | 侯鴻亮           | 李雪 黄伟          | 唐尧 马骋怡                       | 阿耐《大江东去》                      |
| 2020年   | 相逢时节             | 正午陽光                                                          | 侯鸿亮           | 简川訸             | 阿耐                              | 阿耐《落花时节》                      |
| 2020年   | 山海情               | 正午陽光                                                          | 侯鸿亮           | 孔笙 孫墨龍        | 王三毛 未夕 小倔 磊子 邱玉洁 列那 |                                       |
| 2020年   | 喬家的兒女           | 正午陽光 得閒影業有限公司                                         | 侯鴻亮           | 張開宙             | 未夕                              | 未夕《喬家的兒女》                    |
| 2021年   | 開端                 | 正午陽光                                                          | 侯鸿亮           | 孫墨龍 劉洪源 老算 | 祈祷君 邱玉洁 老算 黄凯文         | 祈禱君《開端》                        |
| 2021年   | 欢乐颂3              | 正午陽光                                                          | 侯鸿亮           | 簡川訸             | 阿耐                              |                                       |
| 2021年   | 歡迎光臨             | 正午陽光                                                          | 侯鸿亮           | 李雪               | 袁子彈                            | 鮑鯨鯨《我的蓋世英熊》                |
| 2022年   | 县委大院             | 正午陽光                                                          | 侯鸿亮           | 孔笙 毛珺琳 王宏   | 王小枪                            |                                       |
| 2022年   | 欢乐颂4              | 正午陽光                                                          | 侯鸿亮           | 簡川訸             | 阿耐                              |                                       |
| 2023年   | 大江大河之岁月如歌   | 正午陽光                                                          | 侯鴻亮           | 孔笙 孫墨龍 劉洪源 | 唐尧 马骋怡 子君 黄凯文 巩向东    | 阿耐《大江东去》                      |
| 2023年   | 淬火年代             | 正午陽光                                                          | 侯鸿亮           | 李雪 赵烁联        | 阿耐                              | 阿耐《艱難的製造》                    |
| 2023年   | 小巷人家             | 正午陽光                                                          | 侯鸿亮           | 张开宙             | 大米                              | 大米《小巷人家》                      |
| 2024年   | 欢乐颂5              | 正午陽光                                                          | 侯鸿亮           | 简川訸             | 阿耐                              |                                       |
| 2024年   | 樱桃琥珀             | 正午陽光                                                          | 侯鸿亮           | 张开宙             | 曾璐                              | 云住《樱桃琥珀》                      |
| 2024年   | 雨霖鈴               | 正午陽光 优酷                                                     | 侯鸿亮           | 劉洪源             | 吳桐                              |                                       |
| 2024年   | 命悬一生             | 正午陽光                                                          | 侯鸿亮           | 孫墨龍 史成业      | 陆春吾                            |                                       |
| 2025年   | 生命树               | 正午陽光                                                          | 侯鸿亮           | 李雪               | 王三毛 磊子                       |                                       |
| 2025年   | 谍报上不封顶         | 正午陽光 优酷                                                     | 侯鸿亮           | 张开宙             | 徐若昕 宫琦                       | 桑栀栀《谍报上不封顶》                |

## 获奖记录
| 年份   | 頒獎                   | 獎項                   | 電影/劇集/節目 | 結果 |
| ------ | ---------------------- | ---------------------- | -------------- | ---- |
| 2017年 | 第十一届全国电视制片业 | “十佳电视剧出品单位”奖 | 不適用         | 獲獎 |

## 主创介绍
- 侯鸿亮
  - 董事长，制片人。[6]中国电视剧制作产业协会会长，中国电视艺术家协会副主席，北京电视艺术家协会副主席，首都广播电视节目制作业协会副会长，中国广播电视社会组织联合会制片人协会副会长；代表作品有《父母爱情》、《北平无战事》、《琅琊榜》、《伪装者》、《欢乐颂》、《大江大河》、《知否知否应是绿肥红瘦》、《都挺好》、《清平乐》、《我是余欢水》、《山海情》、《乔家的儿女》、《开端》、《山海情》、《县委大院》等。参与作品多次荣获飞天奖、金鹰奖、五个一工程奖、上海電視節白玉兰奖等奖项。

- 孔笙
  - 导演、影视剧摄像师。[7]中国电视艺术家协会会员、山东省电视艺术家协会会员；独立执导代表作品《狩猎者》《绝密押运》《生死线》《钢铁年代》等，联合执导代表作品《闯关东》《温州一家人》《父母爱情》《战长沙》《北平无战事》《琅琊榜》《欢乐颂》《大江大河》《山海情》《县委大院》等。曾获建党百年全国优秀电视剧导演，第30届中国电视剧飞天奖优秀导演奖，第19届、第22届、第25届上海电视节白玉兰奖最佳导演奖，第30届中国电视金鹰奖最佳导演奖等荣誉。

- 李雪
  - 导演、影视剧摄像师。联合执导代表作品《温州一家人》《北平无战事》《琅琊榜》《大江大河2》等。独立执导代表作品《伪装者》《外科风云》《欢迎光临》《艰难的制造》等，获得第19届、第22届上海电视节白玉兰奖最佳导演奖，第28届浙江电视牡丹奖优秀导演奖等荣誉。

- 孙墨龙
  - 导演、影视剧摄像师。联合执导代表作品《父母爱情》《温州两家人》《鬼吹灯之精绝古城》《山海情》等，独立执导代表作品《我是余欢水》。获第33届中国电视剧飞天奖优秀导演奖提名，第20届、第27届上海电视节白玉兰奖最佳导演提名，第31届中国电视金鹰奖最佳电视剧导演奖提名等荣誉。

- 简川訸
  - 导演，联合执导代表作品《钢铁年代》《欢乐颂1》《欢乐颂2》等，独立执导代表作品《智者无敌》《蝴蝶行动》《好家伙》《王大花的革命生涯》《都挺好》《欢乐颂345》《凡人歌》等。曾获第23届、第25届上海电视节白玉兰奖最佳最佳导演提名，第27届浙江电视牡丹奖优秀导演奖，第15届四川电视节“金熊猫”国际传播奖最佳导演奖等荣誉。

- 张开宙
  - 导演、影视剧摄像师。联合执导代表作品《战长沙》《老农民》《欢乐颂2》等。独立执导代表作品《他来了，请闭眼》《如果蜗牛有爱情》《知否知否应是绿肥红瘦》《清平乐》《乔家的儿女》《小巷人家》等，获第25届中国电视剧飞天奖优秀导演奖提名，第29届、第31届浙江电视牡丹奖最佳导演奖等荣誉。

- 刘洪源
  - 导演，先后跟随孔笙导演、姜伟导演、李雪导演等参加拍摄电视剧、电影数十部。自从业之初的现场副导演到近八年来担任执行导演、分组导演，参与拍摄的作品有《南风知我意》《我是余欢水》《大江大河2》《开端》《山海情》《大江大河之岁月如歌》等。

- 赵烁
  - 编剧、导演，与孔笙导演、李雪导演、孙墨龙导演、张开宙导演等合作多部影视剧项目，先后参与多部影视剧的文学策划、剧本统筹、文学统筹及编剧、助理导演，分组导演工作，参与拍摄的作品有《外科风云》《大江大河2》《我是余欢水》《欢迎光临》《艰难的制造》等。